# Партийная школа в Лонжюмо
Партийная школа в Лонжюмо — первое учебное заведение РСДРП для подготовки партийных кадров из рабочих.

## История
Создана большевиками весной 1911 года в пригороде Парижа — Лонжюмо, в противовес каприйской школе (1909 года) и школе в Болонье, организованной группой «Вперёд».
Слушатели школы отбирались местными партийными организациями в России и утверждались мандатной комиссией и общим собранием Школьного комитета, образованного по решению Январского пленума ЦК РСДРП 1910 года. После завершения занятий 17 (30) августа 1911 года слушатели выехали на нелегальную партийную работу в Россию.

## Известные слушатели
(Всего 13 слушателей и 5 вольнослушателей.)
- Зевин, Яков Давидович
- Орджоникидзе, Григорий Константинович (вольнослушатель)
- Присягин, Иван Вонифатьевич
- Прухняк, Эдуард Андреевич
- Догадов, Александр Иванович
- Белостоцкий, Иван Степанович
- Шварц, Исаак Израилевич (вольнослушатель)
- Бреслав, Борис Абрамович (вольнослушатель)
- Чугурин, Иван Дмитриевич
- Манцев, Василий Николаевич (вольнослушатель)
- Семков, Семён Моисеевич (вольнослушатель)
- Уратадзе, Григорий Илларионович
- Единственной женщиной из слушателей была Анна Ивановна Иванова (1889—1964), уроженка островской деревни Калинкино (Псковской области), работница, участница I Всероссийского женского съезда (Санкт-Петербург, 1902), в 1903—1911 годах работала на заводе «Российско-американской мануфактуры» в Петербурге, член РСДРП с 1906 г.[1][2].

## Лекторы
- Ленин, Владимир Ильич
- Семашко, Николай Александрович
- Стеклов, Юрий Михайлович[3]
- Арманд, Инесса Фёдоровна
- Луначарский, Анатолий Васильевич (впередовец)
- Рязанов, Давид Борисович (меньшевик) — о профсоюзном движении в России и на Западе[4]
- Зиновьев, Григорий Евсеевич[5]
- Каменев, Лев Борисович[3]
- Владимиров, Мирон Константинович[6]
- Станислав Вольский (Андрей Владимирович Соколов; впередовец)[5]
- Ледер, Владислав Людвигович (польский социал-демократ)[3]
- Янсон-Браун, Янис (латышский социал-демократ)[3]
- Давидсон И. (бундовец)[3]
- Раппопорт, Шарль (меньшевик-партиец)[3]